# Jernej Andrejka plemeniti Livnograjski
‎
Jernej Andrejka plemeniti Livnograjski, slovenski častnik, plemič in pisatelj, * 20. avgust 1850, Dolenje, † 4. maj 1926, Ljubljana.

## Življenjepis
Jernej Andrejka plemeniti Livnogradski, sicer zaposlen kot podpolkovnik cesarske garde je bil rojen leta 1850 na domačiji Hudman v Dolenjah pri Rovah.
Jernej Adnrejka je bil še med svojim izobraževanjem na gimnaziji v Ljubljani leta 1870 vpoklican v šempetersko vojašnico in postavljen v 11. četo 17. pešpolka. Sicer ni imel želje ostati v vojski, rajši bi dokončal gimnazijo - dokončane je imel le tri letnike - vendar so se stvari napletle drugače. Skupaj s četo so ga napotili v Trident na Tirolskem. Enoletno bivanje v tem kraju je opisal v knjigi Mladostni spomini, v kateri je razkril vse težave in veselja, ki jih je doživel v tem času, vendar vseeno v upanju, da bi dokončal gimnazijo. Konec leta se je večina slovenskih vojakov vrnila v Ljubljano in tudi Jernej Andrejka je imel željo, da se vrne nazaj v rodni kraj. Vendar zaradi odličnih uspehov, je bil skupaj s šestimi slovenskimi vojaki določen za izobraževanje na kadetski šoli v Innsbrucku. Po sedmih letih izobraževanja je kot poročnik 17. pešpolka nastopil službo na kranjskem in nato v Trstu. 
Sodeloval je tudi pri zasedbi Bosne in Hercegovine, zatem pa med letoma 1880 in 1895 ostal s tem polkom v Ljubljani in Celovcu. Kar 14 let pa je bil tudi v cesarski gardi na Dunaju, kjer je tudi napredoval v podpolkovnika. Njegovo najobsežnejše in najbolj znano delo je Slovenski fantje v Bosni in Hercegovini. Napisal jo je leta 1878, izšla pa je pri založbi Družba Sv. Mohorja v Celovcu leta 1904. Delo je sestavljeno iz njegovega osebnega dnevnika o imenitnejših dogodkih, ki jih je zapisoval tekom zahtevne operacije v Bosni in Hercegovini.
Jernej Andrejka plemeniti Livnogradski je umrl leta 1926, skupaj s svojo soprogo pa je pokopan na rovskem pokopališču ob cerkvenem turnu.

## Dela
- Slovenski fantje v Bosni in Hercegovini, 1878. (COBISS)
- Mladostni spomini: 1850-1878. (COBISS)